# Moldavské Muzeum obětí deportací a politických represí
Moldavské Muzeum obětí deportací a politických represí bylo zřízeno rozhodnutím vlády Moldavské republiky č. 605 ze dne 2. července 2010 jako pobočka Národního muzea. Sídlí v suterénu Národního muzea historie Moldavska, založeného roku 1983 v budově bývalého lycea v ulici 31. srpna 1989 121a v historickém centru Kišiněva. Soukromé Muzeum národní paměti (Muzeul Memoriei Neamului), které založil bývalý politický vězeň a disident Vadim Pirogan, se nachází na ul. Costache Negruzzi č. 4 a je podporováno moldavskou nevládní organizací Asociace obětí komunistického režimu a válečných veteránů rumunské armády.

## Muzejní expozice
Expozice je koncipována jako památník bolesti a ponížení obětí rudého teroru, který současníkům připomíná totalitní komunistickou minulost, která se nikdy se nesmí opakovat.
Výstava Sovětské Moldavsko: Mezi mýty a gulagem, otevřená 13. června 2012, představuje totalitní fenomén v obecném historickém kontextu sovětské éry. Konfrontuje naivní mýty o ideálu svobody a spravedlnosti a zářné budoucnosti, vytvářené sovětskou propagandou, a svět těch, kteří poznali peklo komunistických lágrů a věznic.
Výstava přináší na 700 muzejních exponátů: fotografie, dokumenty, dopisy ze Sibiře, dobové plakáty, osobní věci bývalých deportovaných a politických vězňů, seznamy zabaveného majetku, vzpomínky podepsané svědky a přeživšími sovětského gulagu. Poprvé jsou zde vystaveny některé materiály a dokumenty z archivů bývalé KGB, které se vztahují k těm, kdo byli utlačováni pro své politické a náboženské přesvědčení.
Podle neúplných údajů bylo v letech 1920–1951 v MASSR a MSSR odsouzeno za "politické zločiny" 31 677 osob, z nichž více než 5 tisíc zemřelo. Další 3 tisíce zemřely ve věznicích a káznicích. Asi 60 tisíc lidí bylo odvlečeno do táborů Gulagu na Sibiři a v Kazachstánu během 3 vln národních deportací: v červnu 1941, v červenci 1949 a 1. dubna 1951. Materiály prezentované na muzejní výstavě Sovětské Moldavsko: Mezi mýty a gulagem vypovídají o osudech některých těchto lidí.

## Muzeum národní paměti
Muzeum národní paměti (Muzeul Memoriei Neamului) je muzeum v Kišiněvě, věnované obětem sovětské okupace Besarábie a Severní Bukoviny a připomínající protikomunistický odboj v regionu. V devadesátých letech 20. století založil Mihai Ursache, ve čtyřicátých letech člen odbojové organizace "Arcașii lui Ștefan" v okupované Besarábii, malé muzeum ve dvou místnostech na ulici Kogălniceanu 52. Spolek byl později rozpuštěn a jeho exponáty byly uloženy v suterénu Národního historického muzea. Po 3-4 letech muzeum obnovil Vadim Pirogan, bývalý politický vězeň odsouzený Sověty v roce 1941 k pěti letům nucených prací v táborech Gulag v Irkutské oblasti, spolu s Nikolajem Caireacem na ul. Costache Negruzzi č. 4, v místnosti o rozloze 70 m² , kterou si pronajali. Některé panely a vitríny muzea jsou zveřejněny na jeho webové stránce.
První kabinet premiéra Vlada Filata (2009–2011), tvořený středopravicovou antikomunistickou Aliancí pro evropskou integraci, rozhodl 30. června 2010 o vytvoření samostatného Muzea obětí komunismu v rekonstruované budově na ul. Banulescu-Bodoni, které však do politické krize vyvolané bankovním skandálem roku 2015 nebylo otevřeno.

## Pamětní deska
6. července 2010, v den výročí největších deportací z roku 1949, byla na náměstí před hlavním nádražím v Kišiněvě odhalena pamětní deska připomínající oběti stalinského režimu. Tehdy bylo odvlečeno do Sovětského svazu až 35 796 osob, z toho 9 864 mužů, 14 033 žen a 11 889 dětí.
Jen v letech 1937–1938 bylo v Autnomní Moldavské socialistické republice zastřeleno 2,931 lidí. Sovětská vojska překročila Dněstr 28. června 1940 a během následujícího teroru byly zastřeleny, odvlečeny nebo zahynuly během hladomoru statisíce Moldavanů.

## Komise pro studium komunistické diktatury v Moldavsku
Dne 14. ledna 2010 vydal předseda parlamentu Mihai Ghimpu jako úřadující moldavský prezident, dekret o zřízení "Komise pro studium a hodnocení totalitního komunistického režimu v Moldavské republice". Cílem komise bylo prozkoumat dokumenty o zločinech sovětského režimu v bývalé Moldavské SSR v letech 1940 až 1991 a také období před rokem 1940, kdy byla země autonomní republikou v rámci Ukrajinské SSR. Komise byla pověřena předložit zprávu do 1. června 2010 a následně vydat několik svazků dokumentů o hlavních aspektech souvisejících se zločiny v sovětské Moldávii i s dalšími porušeními lidských práv.
V čele komise stojí historik Gheorghe E. Cojocaru, místopředsedy jsou Igor Cașu a Sergiu Musteață, tajemníkem Mihail Taşcă. Igor Cașu se podílel na práci prezidentské komise pro studium komunistické diktatury v Rumunsku.
Prezidentský dekret č. 165 byl vydán v souladu s rezolucemi 1096/1996 a 1481/2006 Parlamentního shromáždění Rady Evropy a čl. 94 Ústavy Moldavska (1994).